# Get 'em Girls
Get 'em Girls är det andra studioalbumet av den australiska R&B-artisten Jessica Mauboy. Albumet släpptes i Australien den 5 november 2010 av Sony Music. Albumet innehåller både up-tempo-låtar och ballader. Musiken är en blandning av modern R&B, hiphop och danspop. Albumet spelades in i Los Angeles, New York och Atlanta. 

## Låtlista
| Nr  | Titel                                    | Kompositör                                                                                       | Producer(s)                                            | Längd |
| --- | ---------------------------------------- | ------------------------------------------------------------------------------------------------ | ------------------------------------------------------ | ----- |
| 1.  | Get 'em Girls (featuring Snoop Dogg)     | David Bruchanan, Shondrae Crawford, Calvin Cordozar Broadus, Jr.                                 | Bangladesh                                             | 3:56  |
| 2.  | Handle It                                | Pierre Medor, Thurston Hargrove, Bianca Atterberry, Gary White                                   | Jazze Pha, KG, Carlin                                  | 3:18  |
| 3.  | Accelerate That                          | Dwayne Nesmith, Tyrrell Bing, Dominic Gordon, Shantee Tyler, Brandon Hesson                      | Tha Cornaboyz                                          | 3:00  |
| 4.  | Scariest Part                            | Evan Bogart, Charles Harmon, Andrew Dorff                                                        | Chuck Harmony                                          | 3:27  |
| 5.  | Saturday Night (featuring Ludacris)      | Angie Iron, Brian Kennedy Seals, Christopher Brian Bridges                                       | Brian Kennedy                                          | 3:25  |
| 6.  | What Happened to Us (featuring Jay Sean) | Josh Alexander, Billy Steinberg, Jeremy Skaller, Rob Larow, Khaled Rohaim, Israel Cruz, Jay Sean | Jeremy Skaller, Bobby Bass, Israel Cruz, Khaled Rohaim | 3:19  |
| 7.  | Reconnected                              | Dwayne Nesmith, Tyrrell Bing, Dominic Gordon, Shantee Tyler, Brandon Hesson                      | Tha Cornaboyz                                          | 3:35  |
| 8.  | Like This (featuring Iyaz)               | Jessica Mauboy, Audius Mtawarira, Leon Seenandan, Keidran Jones, Steve Lobel, Sean Parekh        | Audius Mtawarira, Leon Seenandan                       | 3:41  |
| 9.  | Foreign                                  | Ronnie Jackson, Phillip Cornish, Mauboy                                                          | Lil' Ronnie                                            | 3:47  |
| 10. | Can Anybody Tell Me                      | H. Smith, Fredrik Odesjo Nettwerk, Andreas Levander                                              | Fredro, Andreas Levander                               | 4:34  |
| 11. | Fight for You                            | Harvey Mason, Jr., Mansur Zafr, Dewain Whitmore Jr.                                              | Harvey Mason, Mansur Zafr                              | 3:48  |
| 12. | Maze                                     | Mauboy, Claude Kelly                                                                             | Fredro, Andreas Levander                               | 4:01  |
| 13. | Here for Me                              | Harvey Mason, Jr., Steven Russell, Dewain Whitmore Jr.                                           | Harvey Mason, Mansur Zafr                              | 4:03  |
| 14. | No One Like You                          | Ronnie Jackson, Crystal Johnson, Mauboy                                                          | Lil' Ronnie                                            | 4:05  |

| 15. | Forget Your Name | 4:09 |

| 15. | Not Me | 3:30 |

### Fotnoter
1. ↑  ”Arkiverade kopian”. Arkiverad från originalet den 25 maj 2012. https://archive.is/20120525143219/http://www.musicshop.com.au/jessica-mauboy-get-em-girls-limited-edition-cd.html. Läst 11 december 2010.
2. ↑  ”Buy Get 'Em Girls (SIGNED COPY) - Jessica Mauboy, R&B, CD”. Sanity. Arkiverad från originalet den 5 april 2012. https://web.archive.org/web/20120405120758/http://www.sanity.com.au/products/2190662/Get_Em_Girls_SIGNED_COPY. Läst 16 oktober 2010.
3. 1 2 3  ”Get 'Em Girls - Jessica Mauboy - Album”. iTunes Store. Apple Inc. http://itunes.apple.com/au/preorder/get-em-girls/id396719384. Läst 16 oktober 2010.